# NGC 615
NGC 615 (другие обозначения — MCG -1-5-8, IRAS01325-0735, PGC 5897) — спиральная галактика (Sb) в созвездии Кит.
Этот объект входит в число перечисленных в оригинальной редакции «Нового общего каталога».
В самом центре галактики звёзды и межзвёздный газ вращаются вместе, а в балдже NGC 615 звёзды вращаются вдвое медленнее газа, а дисперсия звёздных скоростей там составляет более 100 км/с-1.
Средний возраст звёзд в ядре и внутреннем диске составляет 5 миллиардов лет, а балдж галактики гораздо старше.
Вероятно, яркие звёзды в ядре и диске сформировались во время вспышки звёздообразования несколько миллиардов лет назад, которая, возможно, была вызвана близким прохождением другой галактики.